# Památník mrtvých z války 1914–1918 (Cannes)
Památník mrtvých z války 1914–1918 se nachází v Cannes, naproti radnici ve čtvrti Centre-ville - Croisette. Sochař Albert Cheuret vytvořil tento památník na počest vojáků padlých za Francii. Byl odhalen 11. listopadu 1927.
Pomník se skládá z vysokého osmibokého podstavce z tvrdého kamene na kterém stojí bronzové sousoší skládající se ze čtyř vojáků (letec, dva pěšáci a námořník) nesoucích na štítu okřídlené Vítězství, které drží v jedné ruce vavřínový věnec a v druhé olivovou ratolest. Na každé straně podstavce jsou bronzové desky se jmény mrtvých vojáků.
Památník byl dne 22. února 2010 vyhlášen historickou památkou.